# 해안공학
해안공학(Coastal engineering)은 해안 자체의 개발뿐만 아니라 해안 또는 그 근처에서 건설함으로써 제기되는 특정 요구와 관련된 토목 공학의 한 분야이다.
특히 파도, 조수, 폭풍 해일 및 쓰나미의 유체역학적 영향과 (종종) 가혹한 염해수 환경은 해안 엔지니어에게 전형적인 과제이다. 해안 지형의 형태역학적 변화도 시스템의 자율적 개발로 인해 발생한다. 그리고 인간이 만든 변화. 해안 공학의 관심 분야는 바다, 바다, 주변 바다, 강어귀 및 큰 호수의 해안을 포함한다.
해안 구조물의 설계, 건설 및 유지 관리 외에도 해안 엔지니어는 해안 시스템의 유체역학 및 형태역학에 대한 특정 지식 때문에 종종 통합 해안 지역 관리에 관여하는 학제 간 연구이다.

## 같이 보기
- 해변
- 해안 침식
- 연안
- 해수면 상승
- 침식